# (13197) Pontecorvo
(13197) Pontecorvo est un astéroïde de la ceinture principale.

## Description
(13197) Pontecorvo est un astéroïde de la ceinture principale. Il fut découvert le 17 février 1997 à Colleverde par Vincenzo Silvano Casulli. Il présente une orbite caractérisée par un demi-grand axe de 2,39 UA, une excentricité de 0,17 et une inclinaison de 2,5° par rapport à l'écliptique.

## Compléments